# Eduard Platner (Rechtswissenschaftler)

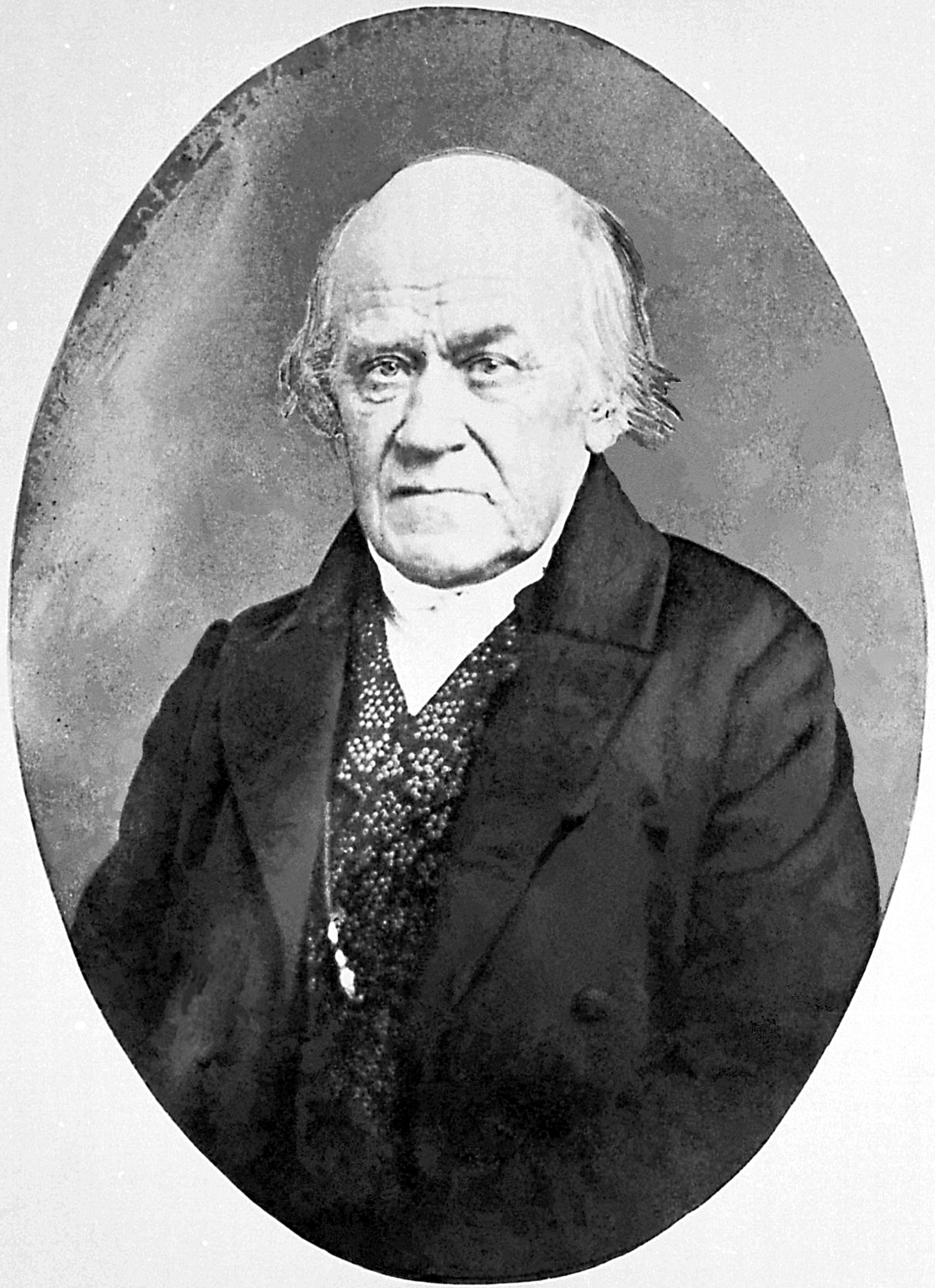
Eduard Platner

Eduard Platner (* 30. August 1786 in Leipzig; † 5. Juni 1860 in Marburg) war ein deutscher Rechtswissenschaftler und Hochschullehrer.

## Leben
Platner war Sohn des Medizinprofessors Ernst Platner. Nachdem er zunächst im elterlichen Haus unterrichtet wurde, kam er 1800 an die Universität Leipzig, an der er 1803 erstmals an einer öffentlichen Verteidigung teilnahm und 1805 seine erste Schrift Dissertatio de dominio agrorum incultorum intra confinia pagorum Germaniae sitorum publizierte. In Leipzig erfolgte am 12. November 1807 seine Promotion zum Doktor der Philosophie, 1809 die Habilitation und am 29. Mai 1809 die Promotion zum Doktor der Rechte. Bis 1811 lehrte er als Privatdozent in Leipzig.
Platner folgte zum 27. November 1811 einem Ruf als außerordentlicher Professor des römischen Rechts an die Universität Marburg. Er wurde zugleich ordentlicher Beisitzer der Juristischen Fakultät. Am 2. Juni 1815 stieg er zum fünften ordentlichen Professor der Rechte auf. Ab dem 10. Mai 1816 wurde er außerdem Mitglied des Staatswirtschaftlichen Instituts der Universität Marburg, dessen Vorsitzender er 1822, 1830, 1835, 1841 und 1848 war. Daneben war er von 1816 bis 1825 Mitglied des Philosophischen Seminars. Dort war er im Sommersemester 1818, Wintersemester 1820 sowie im Sommersemester 1822 Kondirektor. In den Jahren 1827, 1831, 1834, 1837, 1841, 1844, 1846, 1849, 1853, 1857 und 1860 fungierte er als Dekan der Juristischen Fakultät, 1829 und 1836 leitete er als Prorektor die Universität.
Der Maler Ernst Zacharias Platner war sein Bruder, der Rechtswissenschaftler Victor Platner sein Sohn.

## Ehrungen
- 1829 Ritterkreuz des kurhessischen Löwenordens
- 9. Dezember 1834 Ernennung zum Ehrenbürger der Stadt Marburg wegen seines Verdienst um das Wohl der Universität
- 17. August 1836 Ernennung zum Geheimen Hofrat
- 19. Mai 1859 Kommandeur II. Klasse des kurhessischen Wilhelmsordens

## Werke (Auswahl)
- De gentibus Atticis earumque cum tribubus nexu, Krieger, Marburg 1811.
- Der Process und die Klagen bei den Attikern, 2 Bände, Leske, Darmstadt 1824–1825.
- Ueber die politischen Bestrebungen der gegenwärtigen Zeit, Elwert, Marburg 1832.
- Quaestiones de jure criminum Romano praesertim de criminibus extraordinariis, Elwert, Marburg 1842.
- Ueber die Entwickelung der Volksindividualität : mit besonderer Rücksicht auf Deutschland, Bayerhoff, Marburg 1843.
- Ueber die politischen Bestrebungen in ihrer Berechtigung und in ihrer Verirrung, Elwert, Marburg 1848.
- Ueber die Weltanschauungen in den jüngsten Zeitbewegungen, Elwert, Marburg 1850.